# Батьківська криниця
Батьківська криниця (Хабаровський український муніципальний народний хор «Батьківська криниця») — український аматорський хоровий колектив у Хабаровську.

## Історія
Заснований у жовтні 1992 року як ансамбль української пісні при Хабаровському крайовому товаристві української культури «Зелений Клин», перший концерт відбувся 7 січня 1993 року. У 1996–98 роках — ансамбль української пісні «Мрія», від 1999 року — український хор «Криниця» (від жовтня 2007 року — «Батьківська криниця»). Від грудня 1999 року — у складі Хабаровського крайового центру української культури «Криниця» (нині — Українське земляцтво «Криниця»). Від січня 2005 року має статус муніципального. У складі хору нині 38 учасників. Його репертуар включає понад 400 українських народних пісень, обробок, популярних творів українських авторів.
До концертних програм, окрім пісень, входить також розповідь про особливості українського народного вбрання та композиція з елементами побутового українського танцю. У колективі було створено колекцію національного костюму різних регіонів України, яка в 2009 році нагороджена Грамотою Товариства «Україна-Світ», одержала диплом журі хорового конкурсу у складі фестивалю «Сорочинського ярмарку в Москві» за оригінальність сценічного костюму.
У творчому доробку хору два CD: «Співає український хор „Батьківська криниця“» (2007) та «Концерт українського хору „Батьківська криниця“ до 150-річчя Хабаровська» (2008). Колектив традиційно бере участь у культурно-мистецьких заходах у Хабаровську та Хабаровському краю, звітує на сценах Хабаровської крайової філармонії (28 травня 2008 — концерт хору «До 150-річчя Хабаровська», 8 листопада 2008 — концерт «Мамина вишня»), Хабаровського крайового музичного театру («Ювілейний концерт хору» 13 червня 2008), Хабаровського крайового театру драми («До року України в Росії» 2002, «Ювілейний концерт хору», концерт хору 2006, «До 150-річчя Хабаровська» 2008), Муніципального театру «Тріада» (концерти «Приамурська мозаїка» (2004), «Ой, радуйся земле» (2005, 2006)).
Хор є лауреатом І-го та ІІ-го Хабаровських крайових фестивалів української культури (1995, 1999), Приморських крайових фестивалів української культури «Солов'їна пісня» (Владивосток, 1999, 2001), Міжнародного фестивалю мистецтв українського зарубіжжя «Кордони наші вкаже пісня» (Київ, 1999), Міжнародного (2001) та Всесвітніх (2006, 2011) фестивалів мистецтв українського зарубіжжя «Український спів у світі» в Києві у рамках ІІІ, ІV та V Всесвітніх форумів українців, всіх п'яти Далекосхідніх фестивалів української культури «Наша дума — наша пісня», шести Крайових та Міжнародних фестивалів національних культур «Лики наследия» (Хабаровськ, 2001, 2002, 2003, 2004, 2006, 2008), крайових фестивалів «Живая Русь», «Лейся песня над Амуром», «Хабаровская весна». Дипломант І Всеросійського фестивалю національних культур «Культура об'єднує народи» (Сочі, 2008), І Міжнародного фестивалю української культури ім. Василя Скуратівського (Сочі, 2008), лауреат Фестивалю української культури «Сорочинський ярмарок в Москві» (2009), Х Міжнародного фестивалю-лабораторії української культури «Роде наш красний» в сел. Лазаревському (2010). У вересні 2010 року хор взяв участь у концерті «Українська пісня з Далекого Сходу» в Культурному центрі України в Москві.
Нагороджений дипломами і почесними грамотами Міністерства культури і туризму України (2002, 2006, 2007), Міністерства України у справах національностей та міграції (1999, 2001), Української Всесвітньої Координаційної Ради (1999, 2001, 2002, 2004, 2006, 2007), Товариства зв'язків з українцями за межами України «Україна-Світ» (2001, 2002, 2006, 2008), Почесним дипломом та «Нікою» Асамблеї народів Росії (2009), Подякою голови Асамблеї народів Примор'я, Почесними грамотами та подяками Міністерства культури Хабаровського краю, Крайового творчого об'єднання культури, Управління культури Адміністрації м. Хабаровську.
Серед активних учасників у різні часи були:
- А. Безматерних
- Валентина Поповкіна
- Валентина Булига
- Раїса Скрипченко
- Людмила Гераськіна
- Галина Вандишева
- Наталя Волкова
- Надія Горобець
- Галина Новосьолова
- Антоніна Кузнєцова
- Світлана Кутузова
- Ольга Матвієнко
- О. Сержанюк
- Р. Чайка
- О. Омелянюк
- Станіслав Балашенко
- Володимир Мироненко
- Брезденюк

Художні керівники:
- О. Карасьова (1992—1996)
- Лідія Безпрозванних (1996)
- Н. Романенко (від 1998)

Концертмейстери:
- Роман Сокаль (2000—2002)
- від 2005 — Юрій Лушніков
- Володимир Метальніков
- від 2008 — Тетяна Сіденкова (акордеон)
- Олена Оніщук
- Юлія Єлуфимова (скрипки)